# جمعية بورتوغيزا الرياضية
جمعية بورتوغيزا الرياضية (بالبرتغالية: Associação Portuguesa de Desportos‏) نادي كرة قدم برازيلي يلعب في الدوري البرازيلي الدرجة الأولى. تم تأسيس النادي في 14 أغسطس 1920.
فاز بالدوري البرازيلي الدرجة الثانية في 2011.